# Dichaea gracillima
Dichaea gracillima är en orkidéart som beskrevs av Charles Schweinfurth. Dichaea gracillima ingår i släktet Dichaea och familjen orkidéer.
Artens utbredningsområde är Costa Rica. Inga underarter finns listade i Catalogue of Life.